# Žiar (904 m)
Žiar  (904 m) – jeden z najdalej na wschód wysuniętych szczytów Wielkiej Fatry na Słowacji. Wznosi się w jej części zwanej  Szypską Fatrą, stanowiąc zakończenie północno-wschodniego grzbietu szczytu Tlstá hora (1075 m). Ma dwa wierzchołki, wyższy jest północno-wschodni. Północno-zachodnie i wschodnie stoki Žiaru opadają do doliny potoku Likavka, u południowo-wschodnich podnóży znajdują się zabudowania należącego do wsi Komjatná osiedla Studničná. Wschodnimi zboczami Žiaru prowadzi słowacka droga krajowa nr 59 z Dolnego Kubina do Rużomberku, a także biegnąca nią trasa europejska E77.
Žiar jest porośnięty lasem, tylko dolna część zboczy jest bezleśna. Na szczycie znajduje się przekaźnik radiowo-komunikacyjny. Ze osiedla Studničná prowadzi do niego droga dojazdowa. Wschodnim zboczami, równolegle do drogi nr 59 biegnie linia elektryczna wysokiego napięcia. Po wschodniej stronie Žiaru, już w Górach Choczańskich rozłożyły się zabudowania wsi Valaská Dubová.
W kierunku zachodnim odbiega od Žiaru grzbiet łączący go ze szczytem Hlavačka. Przez przełęcz między tymi szczytami biegnie jedyna droga łącząca wieś Komjatná ze światem.